# 表面実装

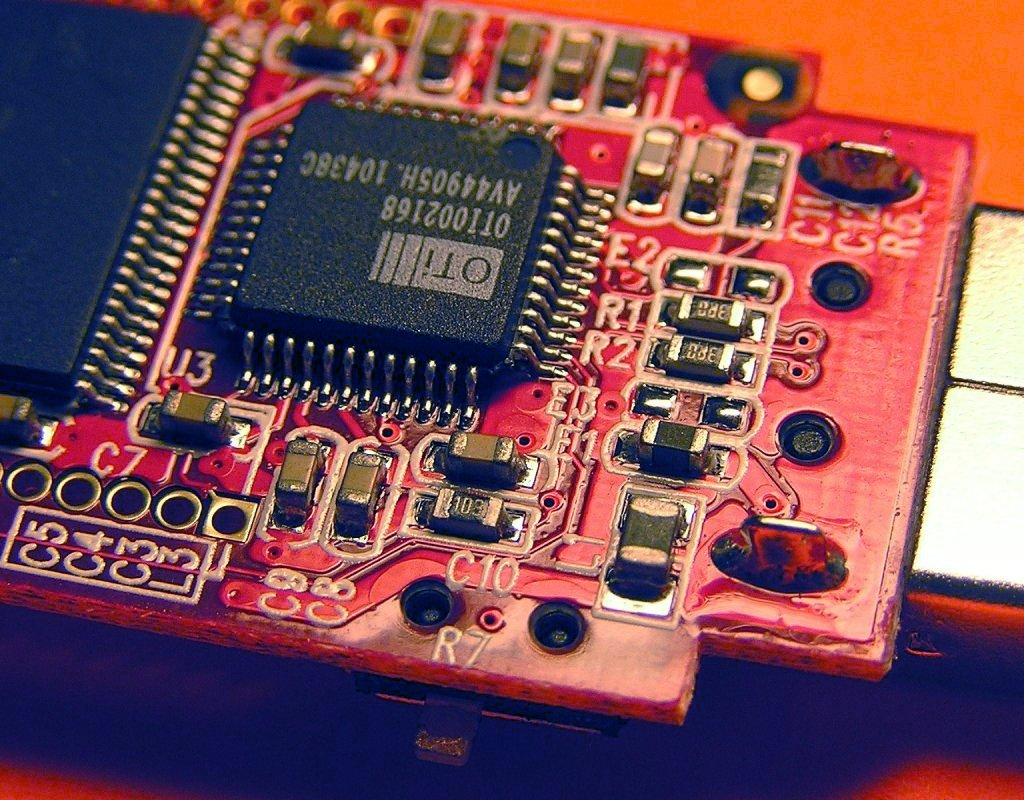
表面実装された基板の例

表面実装（ひょうめんじっそう）とは電子部品をプリント基板に実装する方法の一つ。SMT (Surface mount technology) とも呼ばれる。 また、表面実装用の部品をSMD (Surface Mount Device) と呼ぶ。
電子部品のリードをプリント基板の穴に固定する方法（スルーホール実装）に比べて、スペースを取らない。1960年代に開発され、現在では、電子回路を持つほとんどの製品で採用されている。電子部品の実装にはチップマウンター（表面実装機）と呼ばれる専用装置を使うか、極小ロット品や人件費の安い国では、人が直接ピンセットを使っておこなうこともある。
基本的には、クリームはんだ印刷機による基板上へのはんだ印刷（またはディスペンサによる部品搭載位置への接着剤塗布）を行った後にチップマウンターで部品の実装を行い、その後リフロー炉で熱を加えてはんだを溶かし、部品を基板に固定するという流れである。

## 製造装置

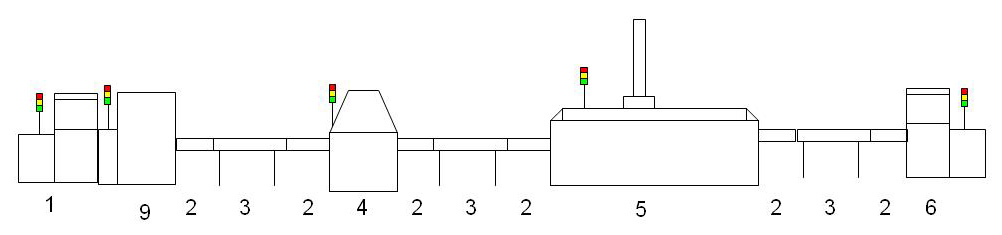
表面実装製造ラインの例
1: ローダ 2: コンベア 3: 検査・修正スペース 4: チップマウンター 5: リフロー炉 6: アンローダ 9: クリームはんだ印刷機

- クリームはんだ印刷機
- ディスペンサ
- チップマウンター
- リフロー炉
- インサーキットテスタ